# Кривая Штрибека

Кривая Штрибека

Кривая Штрибека — это кривая, выражающая зависимость силы трения скольжения {\displaystyle F} от величины скорости {\displaystyle v}. Применяется в теории гидродинамического трения. Установлена в 1902 году немецким исследователем Рихардом Штрибеком. По мнению первооткрывателя, закон, выражаемый этой кривой, также относится к упрочнению материалов и теории опор валов.

## Свойства
На кривой Штрибека принимаются во внимание
- Трение покоя ({\displaystyle v=0})
- Граничное трение (область 1 на диаграмме)
- Смешанное трение (область 2 на диаграмме)
- Вязкое трение (область 3 на диаграмме)

Если относительное движение не происходит, то имеет место трение покоя. После того, как к системе приложена сила, превосходящая критическое значение трения {\displaystyle F_{H}}, начинается относительное движение. Трение почти неизменно и изначально мало зависит от скорости, пока во вновь образовавшихся областях контакта молекулы смазочного материала полностью вытеснены. В этом случае говорят о сухом, или граничном трении (область 1). Если это не так, и хоть какое количество смазочного материала отделяет одно тело от другого, то трение резко уменьшается (область 2). При значениях скорости, превосходящих некоторое критическое значение (Ausklinkpunkt), сила сопротивления начинает возрастать с возрастанием скорости по закону, близкому к линейному (область 3). В этом случае говорят о гидродинамическом или об упруго-гидродинамическом трении (эласто-гидродинамическое трение). Как правило, в области гидродинамического трения износ является наименьшим.